# Hiroshi Yamao
Hiroshi Yamao (山尾 裕, 10 de dezembro de 1943) é um ex-ciclista olímpico japonês.
Yamao representou seu país na corrida de estrada individual durante os Jogos Olímpicos de Verão de 1964, em Tóquio.